# Leptogenys ravida
Leptogenys ravida é uma espécie de formiga do gênero Leptogenys, pertencente à subfamília Ponerinae.